# Білорусько-російський газовий конфлікт 2010 року
Білорусько-російський газовий конфлікт 2010 року — формально конфлікт на ґрунті взаємних непорозумінь стосовно ціни на російський газ для Білорусі. Виявився у зниженні поставок газу російським «Газпромом» у Білорусь у червні 2010 року. У відповідь Білорусь припинила транзит газу в Європу. Мета конфлікту з боку Росії — примусити Білорусь увійти до Митного союзу.

## Причини конфлікту
- Задекларовані причини конфлікту — економічні. Російська кампанія «Газпром» вважає, що Білорусь має газовий борг у розмірі 200 мільйонів доларів і письмово попередила білоруську владу про скорочення обсягів постачання газу з 21 червня на 15% з поступовим доведенням скорочення до 85%, якщо Мінськ не сплатить газовий борг у розмірі 200 мільйонів доларів. Це сталося після відповідної заяви президента Росії Дмитра Медведєва.

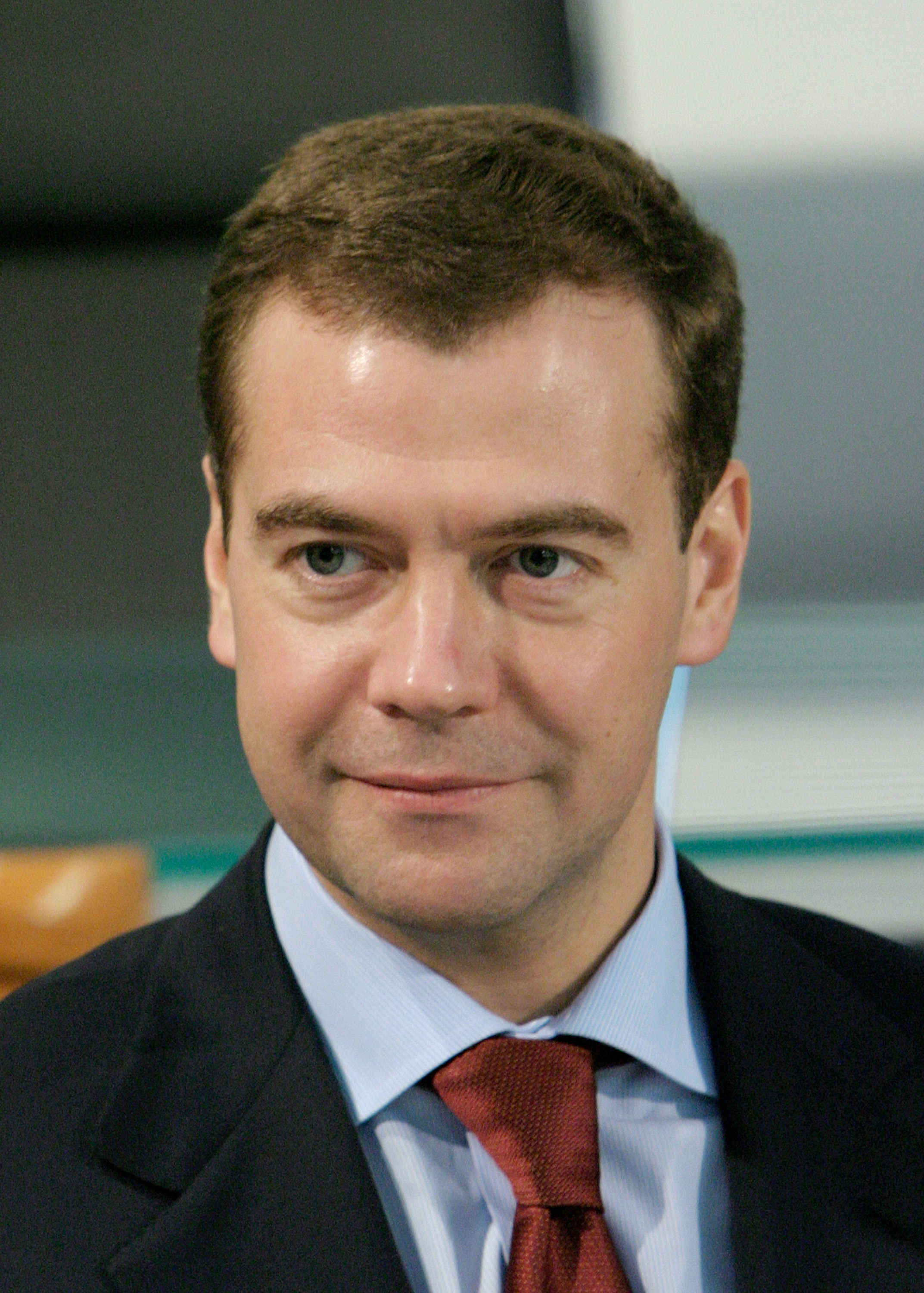
Дмитро Медведєв

Ціна на газ для білоруських споживачів на момент конфлікту становить 169 доларів за тисячу кубометрів. Хоча це фактично удвічі менше, ніж ціна російського газу для України, білоруський уряд ініціював переговори про скорочення ціни газу до 150 доларів і в одноосібному порядку платив Росії саме цю суму. Це і спричинило виникнення боргу Білорусі в 200 мільйонів доларів. Але за повідомленнями ряду агенцій Росія на момент початку конфлікту заборгувала Білорусі суму близьку до 200 мільйонів доларів за транзит газу.
- Приховані політичні причини конфлікту, як стверджують аналітики — це хід Кремля у відповідь на фактичне неприєднання Білорусі до Митного союзу з 1 липня 2010 року.

## Розвиток подій і дії сторін
- Якщо ситуація не зміниться, до кінця 2010 року борг Білорусі становитиме близько півмільярда доларів США.

- В компанії «Бєленерго» заявили, що з 21 червня у разі скорочення обсягів газу готові перейти на опалення мазутом.

- 22 червня 2010 р. президент Росії Д. Мєдведєв та прем'єр-міністр В. Путін зробили різні заяви стосовно конфлікту (Д. Мєдведєв про продовження скорочення обсягів газу, що йдуть через Білорусь, а В. Путін про зупинення цього скорочення на рівні 15%).

- На 22.06.2010 р. російська сторона скоротила обсяги газу на білоруські ГТС на 30%. Президент Білорусі Олександр Лукашенко наказав перекрити газовий транзит. Голова Європарламенту Єжи Бузек заявив про скорочення постачань російського газу до Литви, Німеччини та Польщі. Білорусь і Росія продовжать діалог — про це домовились під час телефонної розмови голова уряду Білорусі Сергій Сидорський і глава «Газпрому» Олексій Міллер. У Білорусі низка електростанцій переведена на резервні види палива, обмежена подача газу на промислові підприємства.[1]
- На 9.00 за мінським часом 23.06.2010 р. російська сторона скоротила обсяги газу на білоруські ГТС на 60%.
- На 16.00 за мінським часом 23.06.2010 р. Мінськ повністю розрахувався з «Газпромом» — про це заявив віце-прем'єр білоруського уряду Володимир Семашко. Мінськ повернув Росії 187 млн доларів США за поставки газу. Президент Білорусі Олександр Лукашенко назвав суму російського боргу: „«Газпром» винен нам 260 млн доларів, включно з травнем, за транзит газу“. Він же попередив, що у випадку, якщо до 10:00 24 червня 2010 р. Росія не виплатить цього боргу, то Мінськ перекриє газовий вентиль до Європи.
- 24.06.2010 р. Росія оголосила про отримання боргу Білорусі в 187 млн доларів США за поставки газу і повністю відновила подачу природного газу на Білорусь. Водночас білоруська газотранспортна компанія «Белтрансгаз» підтвердила, що отримала від «Газпрому» плату за транзит, але тільки 228 мільйонів доларів, а не 260 мільйонів доларів — саме цю суму заявляв президент Білорусі О. Лукашенко як борг Росії за транзит. Міністр енергетики Білорусі Олександр Азярец наголосив, що це лише 87 відсотків від суми боргу Росії. Така невідповідність у оплаті транзиту виникла внаслідок різного розуміння Білоруссю і Росією ціни на транзит.[2]
- 02.07.2010 УНІАН повідомляє, що переговори про ціну на транзит російського газу територією Білорусі завершилися підняттям цієї ставки до 1,88 дол. на 100 км.[3]

## Резонансні події
- 28.06.2010. Президент Білорусі Олександр Лукашенко заявив про необхідність диверсифікації енергетичних джерел для Білорусі. О. Лукашенко заявив, що Білорусь не може залежати від однієї держави, — будь то енергоресурси, сировину чи комплектуючі.[4]
- 28.06.2010. О. Лукашенко зустрівся з прем'єр-міністром Литви Андрюсом Кубілюсом, під час якої заявив, що Білорусь і Литва можуть побудувати в Клайпедському порту завод зі зрідженого газу, що є одним з напрямків енергетичної стратегії Мінська.

## Реакція міжнародної спільноти
- Україна зайняла нейтральну позицію щодо конфлікту.
- Єврокомісія у відповідь на новий газовий конфлікт між Росією і Білоруссю збирається наступного тижня провести нараду Газової координаційної групи, щоб проаналізувати ситуацію з постачанням газу в контексті тривалого газового конфлікту між цими країнами, (повідомлення ForUm).
- Комісар Євросоюзу з питань енергетики Ґюнтер Еттінґер телефоном спілкувався з російськими та білоруськими урядовцями і закликав їх якнайшвидше розв'язати конфлікт.

«Європейська комісія очікує, що поставки газу з Росії до Європейського Союзу не будуть зачеплені, що поставки газу в усі зацікавлені країни спільноти будуть безперебійними і що договірні зобов'язання будуть виконані», — наголосила речниця Єврокомісії Марлене Гольцнер.
- . Колишній міністр народного господарства Польщі Януш Штайнгофф наголошує на політичному характері на перший погляд економічного конфлікту. В інтерв'ю для публічного телебачення екс-міністр ствердив:
- «Газ — це дуже політизований енергоносій. Як повідомляють медіа, рішення про обмеження постачання газу ухвалюють президент Російської Федерації Медвєдєв та прем'єр Путін. Таким чином, коментатори мають право робити висновки, що справа має не стільки економічний, скільки політичний характер». Польські депутати Європейського парламенту Анджей Ґжиб та Боґдан Марцінкевич звернулися до комісара ЄС із питань енергетики Ґюнтера Еттінґера з запитом. Вони хочуть знати, чи Росія попередила ЄС про ризик обмеження транзиту газу через Білорусь. Річ у тім, що така процедура передбачена договором про механізми завчасного попередження, що минулого року був укладений між Росією та ЄС.[6]
- . Заступник офіційного представника федерального уряду Томас Штег заявив:
- «Мова йде про ціноутворення, про приведення існуючих цін (на російський газ) у відповідність до їх рівня світовому ринку. Я думаю, що цей процес, сам по собі, цілком доречний». Однак, на його думку, необхідний перехідний період для приведення цін на газ до світового рівня: «Це не можна здійснювати раптово, підриваючи господарство країни. У цьому сенсі, з одного боку, ми відносимося до процесу з розумінням, а з іншого боку — закликаємо діяти продумано».[7]